# Гархинг код Минхена
Гархинг код Минхена (њем. Garching bei München) град је у њемачкој савезној држави Баварска. Једно је од 29 општинских средишта округа Минхен. Према процјени из 2010. у граду је живјело 15.224 становника. Познат је по истраживачким институтима и одјељењима Техничкога универзитета у Минхену.

## Географски и демографски подаци
Гархинг код Минхена се налази у савезној држави Баварска у округу Минхен. Град се налази на надморској висини од 482 метра. Површина општине износи 28,2 km². У самом граду је, према процјени из 2010. године, живјело 15.224 становника. Просјечна густина становништва износи 541 становника/km². Посједује регионалну шифру (AGS) 9184119.

## Међународна сарадња
| Мјесто    | Држава    | Врста сарадње | Од    |
| --------- | --------- | ------------- | ----- |
| Лоренског | Норвешка  | партнерство   | 1974. |
|           | Француска | контакт       | 2000. |
| Извор     |           |               |       |